# Boissy-le-Sec
Boissy-le-Sec är en kommun i departementet Essonne i regionen Île-de-France i norra Frankrike. Kommunen ligger i kantonen Étampes som tillhör arrondissementet Étampes. År 2022 hade Boissy-le-Sec 693 invånare.

## Befolkningsutveckling
Antalet invånare i kommunen Boissy-le-Sec
| Referens: INSEE |